# Колвелл, Рита
Рита Колвелл (англ. Rita Rossi Colwell; род. 23 ноября 1934, Беверли, Массачусетс) — американский учёный, микробиолог и океанолог, специалист по морской микробиологии, занимающаяся глобальными вопросами инфекционных заболеваний, воды и здоровья.
Член НАН США (2000) и Американского философского общества, профессор Мэрилендского университета в Колледж-Парке (с 1972) и Johns Hopkins Bloomberg School of Public Health (с 2004).
Также почётный председатель Canon US Life Sciences, Inc. и основатель и председатель CosmosID, Inc..
В 1998—2004 гг. возглавляла Национальный научный фонд. Отмечена Национальной медалью науки (2006) и другими высокопрестижными научными отличиями, в том числе международными. В 2005 году введена в Национальный зал славы женщин.
Её основные научные открытия связаны с холерой, исследованиям которой она посвятила более 40 лет.

## Биография
Родилась в многодетной семье итальянского эмигранта. Уже в школе особенно выделилась своими способностями к науке.
Окончила Университет Пердью (бакалавр бактериологии, 1956; магистр генетики, 1958). Степень доктора философии по океанографии получила в 1961 году в Вашингтонском университете, и затем до 1964 года преподавала там же.
В 1960-х она стала первым исследователем в США, разработавшим компьютерную программу для анализа бактериологических данных. Её называют стоявшей у истоков биоинформатики.
С 1964 г. ассистент-профессор, в 1966—1972 гг. ассоциированный профессор биологии Джорджтаунского университета.
С 1972 года профессор микробиологии, с 2004 года — выдающийся университетский профессор (Distinguished University Professor) Мэрилендского университета в Колледж-Парке, в 1983—1987 гг. его вице-президент по академическим вопросам, также возглавляла Институт биотехнологии при университете, основательница университетского Центра морской биотехнологии.
В 1984 году была назначена президентом Р. Рейганом в Национальный научный совет (National Science Board) и состояла в нём до 1990 года.
В 1985 г. президент Американского общества микробиологии (American Society for Microbiology).
В 1990—1994 гг. президент International Union of Microbiological Societies.
В 1995—1996 гг. президент Американской ассоциации содействия развитию науки.
В 1998—2004 гг. возглавляла Национальный научный фонд, являясь в этом качестве также сопредседателем научного комитета National Science and Technology Council. Первая женщина во главе этого фонда.
С 2004 года также выдающийся университетский профессор (Distinguished University Professor) Johns Hopkins Bloomberg School of Public Health.
Её научная школа насчитывает более ста аспирантов и постдоков.
В 2008 году она основала компанию CosmosID, председателем которой состоит.
Член Американской академии из искусств и наук (2002), Шведской королевской АН, Канадского королевского общества (2001), Академии наук Бангладеш, Индийской академии наук (Indian Academy of Sciences), а также Американской академии микробиологии и National Academy of Inventors (2016).
Почётный член Ирландской королевской академии (2010).
С 1988 года член Cosmos Club.
В 1991—1992 гг. президент Sigma Xi.
Почетный член микробиологических обществ Великобритании, Австралии, Франции, Индии, Израиля, Бангладеш, Чехословакии и США.
В её честь назван геологический объект в Антарктиде Colwell Mastiff.
Почётный профессор, в частности, австралийского Университета Квинсленда (микробиологии, с 1988).
Обладательница 61 почётной научной степени, среди вручителей — Университет Пердью и австралийский Университет Квинсленда (DSHC, 2001).
Автор 17 книг и более 800 научных публикаций.

## Отличия
- 1984 — Премия American Association of University Women[англ.] Award
- 1998 — «Выдающаяся карьера в науке», награда к столетнему юбилею Вашингтонской АН[17]
- 2002 — Bergey Medal for Distinguished Achievement in Bacterial Taxonomy
- 2004 — Ocean Conservation Award, Aquarium of the Pacific[англ.]
- 2004 — AIBS[англ.] Outstanding Service Award
- 2005 — Орден Восходящего солнца, 2 степень, Япония
- 2005 — Введена в Национальный зал славы женщин
- 2006 — Национальная научная медаль
- 2010 — Stockholm Water Prize[англ.]
- 2013 — Премия Уильяма Проктера за научные достижения, Sigma Xi[англ.]
- 2014 — Microbiology Society Prize Medal[англ.], Великобритания[18]
- 2015 — Mahathir Science Award, Mahathir Science Award Foundation и АН Малайзии[6]
- 2016 — Prince Sultan bin Abdulaziz International Prize for Water[англ.]
- 2016 — National Council for Science and the Environment[англ.] Lifetime Achievement Award[19]
- 2017 — Vannevar Bush Award
- 2017 — Международная премия по биологии («Морская биология»), Япония
- 2018 — Медаль Гельмгольца
- 2020 — William Bowie Medal[англ.]
- Explorers Club medal (2024)[20]